# Kaliumhexachloroplatinaat
Kaliumhexachloroplatinaat (K2PtCl6) is een anorganische verbinding van kalium, chloor en platina. Het komt voor als een gele tot oranje vaste stof. De stof komt in de natuur voor in platina-ertsen en is onoplosbaar in water. Dientengevolge wordt de verbinding gevormd bij gravimetrische bepaling van kalium met hexachloorplatinazuur.

## Reacties
Kaliumhexachloroplatinaat kan met hydrazine gereduceerd worden tot kaliumtetrachloroplatinaat.